# Aire urbaine de Bar-le-Duc
L'aire urbaine de Bar-le-Duc est une aire urbaine française centrée sur l'unité urbaine de Bar-le-Duc. Composée de 43 communes de la Meuse, elle comptait 33 638 habitants en 2013. 
Elle fait partie de l'espace urbain Est.

## Caractéristiques
D'après la définition qu'en donne l'Insee en 2010, l'aire urbaine de Bar-le-Duc est composée de 43 communes, situées dans la Meuse. En 2011, ses 33 697 habitants sont répartis sur 543,1 km2, pour une densité de 62 hab./km2.
L'aire urbaine compte 4 communes dans le pôle urbain (Bar-le-Duc, Behonne, Fains-Véel et Savonnières-devant-Bar), et les 38 autres sont dans la couronne périurbaine.
En 2009, avec 33 861 habitants, elle était la 12e aire urbaine de Lorraine, et la 193e de France.
À la suite du zonage de 2010, la commune de Brabant-le-Roi ne fait plus partie de l'aire urbaine, tandis les six communes de Lignières-sur-Aire, Lisle-en-Rigault, Mognéville, Robert-Espagne, Saudrupt et Ville-sur-Saulx l'intègrent. En 2014, la commune de Loisey-Culey est divisée en deux communes, Loisey et Culey.
Le tableau suivant détaille la répartition de l'aire urbaine sur le département (les pourcentages s'entendent en proportion du département) :
| Département | Communes | Communes (%) | Superficie (km²) | Superficie (%) | Population (2012) | Population (%) |
| ----------- | -------- | ------------ | ---------------- | -------------- | ----------------- | -------------- |
| Meuse       | 43       | 8,4          | 543,1            | 8,74           | 33 481            | 17,37          |

## Communes
Voici la liste des communes françaises de l'aire urbaine de Bar-le-Duc :
| Code INSEE | Commune                | Type                  | Département | Superficie (km²) | Population (2012) | Densité (hab./km²) |
| ---------- | ---------------------- | --------------------- | ----------- | ---------------- | ----------------- | ------------------ |
| 55029      | Bar-le-Duc             | Pôle urbain           | Meuse       | +023,62          | +015 759,         | +0667,2            |
| 55041      | Behonne                | Pôle urbain           | Meuse       | +009,17          | +000652,          | +0071,1            |
| 55044      | Belrain                | Commune monopolarisée | Meuse       | +008,31          | +0 00040,         | +0004,8            |
| 55049      | Beurey-sur-Saulx       | Commune monopolarisée | Meuse       | +011,62          | +000428,          | +0036,8            |
| 55079      | Brillon-en-Barrois     | Commune monopolarisée | Meuse       | +011,35          | +000606,          | +0053,4            |
| 55101      | Chardogne              | Commune monopolarisée | Meuse       | +012,82          | +000308,          | +0024,             |
| 55120      | Combles-en-Barrois     | Commune monopolarisée | Meuse       | +010,26          | +000856,          | +0083,4            |
| 55134      | Couvonges              | Commune monopolarisée | Meuse       | +004,56          | +000158,          | +0034,6            |
| 55138      | Culey                  | Commune monopolarisée | Meuse       |                  |                   |                    |
| 55175      | Érize-la-Brûlée        | Commune monopolarisée | Meuse       | +010,82          | +000167,          | +0015,4            |
| 55178      | Érize-Saint-Dizier     | Commune monopolarisée | Meuse       | +012,49          | +000197,          | +0015,8            |
| 55186      | Fains-Véel             | Pôle urbain           | Meuse       | +018,3           | +002 224,         | +0121,5            |
| 55207      | Géry                   | Commune monopolarisée | Meuse       | +004,8           | +0 00060,         | +0012,5            |
| 55221      | Guerpont               | Commune monopolarisée | Meuse       | +006,12          | +000254,          | +0041,5            |
| 55123      | Les Hauts-de-Chée      | Commune monopolarisée | Meuse       | +050,17          | +000745,          | +0014,8            |
| 55271      | Laheycourt             | Commune monopolarisée | Meuse       | +018,            | +000391,          | +0021,7            |
| 55272      | Laimont                | Commune monopolarisée | Meuse       | +010,77          | +000447,          | +0041,5            |
| 55282      | Lavallée               | Commune monopolarisée | Meuse       | +012,58          | +0 00097,         | +0007,7            |
| 55290      | Lignières-sur-Aire     | Commune monopolarisée | Meuse       | +009,3           | +0 00051,         | +0005,5            |
| 55296      | Lisle-en-Rigault       | Commune monopolarisée | Meuse       | +010,54          | +000520,          | +0049,3            |
| 55298      | Loisey-Culey           | Commune monopolarisée | Meuse       |                  | +000464,          |                    |
| 55302      | Longeville-en-Barrois  | Commune monopolarisée | Meuse       | +015,44          | +001 172,         | +0075,9            |
| 55304      | Louppy-le-Château      | Commune monopolarisée | Meuse       | +018,76          | +000163,          | +0008,7            |
| 55340      | Mognéville             | Commune monopolarisée | Meuse       | 18,57            | +000378,          | +0020,4            |
| 55352      | Montplonne             | Commune monopolarisée | Meuse       | +020,68          | +000153,          | +0007,4            |
| 55366      | Val-d'Ornain           | Commune monopolarisée | Meuse       | +024,16          | +000964,          | +0039,9            |
| 55369      | Naives-Rosières        | Commune monopolarisée | Meuse       | +015,93          | +000806,          | +0050,6            |
| 55382      | Neuville-sur-Ornain    | Commune monopolarisée | Meuse       | +011,66          | +000356,          | +0030,5            |
| 55426      | Resson                 | Commune monopolarisée | Meuse       | +008,4           | +000406,          | +0048,3            |
| 55435      | Robert-Espagne         | Commune monopolarisée | Meuse       | +007,33          | +000828,          | +0112,9            |
| 55446      | Rumont                 | Commune monopolarisée | Meuse       | +006,31          | +0 00097,         | +0015,4            |
| 55466      | Salmagne               | Commune monopolarisée | Meuse       | +016,73          | +000304,          | +0018,2            |
| 55470      | Saudrupt               | Commune monopolarisée | Meuse       | +007,78          | +000200,          | +0025,7            |
| 55476      | Savonnières-devant-Bar | Pôle urbain           | Meuse       | +005,16          | +000483,          | +0093,6            |
| 55479      | Seigneulles            | Commune monopolarisée | Meuse       | +011,7           | +000189,          | +0016,2            |
| 55488      | Silmont                | Commune monopolarisée | Meuse       | +003,83          | +000183,          | +0047,8            |
| 55504      | Tannois                | Commune monopolarisée | Meuse       | +013,34          | +000386,          | +0028,9            |
| 55514      | Trémont-sur-Saulx      | Commune monopolarisée | Meuse       | +011,9           | +000629,          | +0052,9            |
| 55531      | Vassincourt            | Commune monopolarisée | Meuse       | +007,94          | +000285,          | +0035,9            |
| 55541      | Vavincourt             | Commune monopolarisée | Meuse       | +015,93          | +000490,          | +0030,8            |
| 55560      | Villers-aux-Vents      | Commune monopolarisée | Meuse       | +006,14          | +000132,          | +0021,5            |
| 55568      | Ville-sur-Saulx        | Commune monopolarisée | Meuse       | +004,07          | +000296,          | +0072,3            |
| 55569      | Villotte-devant-Louppy | Commune monopolarisée | Meuse       | +011,23          | +000157,          | +0014,             |
|            | Total                  |                       |             | +543,07          | +033 481,         | +0061,7            |